# Ogre
Ogre er en by i det centrale Letland med et indbyggertal på 25.380 (2016). Byen ligger i Ogres distrikt, ved bredden af floden Daugava ved mundingen af Ogre-floden.